# Consolea falcata
Consolea falcata ist eine Pflanzenart in der Gattung Consolea aus der Familie der Kakteengewächse (Cactaceae). Das Artepitheton falcata leitet sich vom lateinischen Adjektiv falcatus für ‚sichelförmig‘ ab und verweist auf die Form der Triebabschnitte.

## Beschreibung
Consolea falcata wächst baumförmig und erreicht Wuchshöhen von bis zu 1,5 Meter. Die glänzend dunkelgrünen Triebabschnitte sind manchmal sichelförmig. Sie sind 35 Zentimeter lang und 9 Zentimeter breit. Auf der Trieboberfläche sind gelegentlich kleine Erhebungen vorhanden, die jedoch keine netzartige Musterung bilden. Es sind zwei bis acht nadelige, raue, gelbliche bis hellbraunen Dornen vorhanden, die jedoch auch fehlen können. Sie sind 1 bis 4 Zentimeter lang.
Die Blüten sind rötlich und weisen einen Durchmesser von 2 bis 5 Zentimeter auf.

## Systematik und Verbreitung
Consolea falcata ist im Nordwesten Haitis verbreitet.
Die Erstbeschreibung als Opuntia falcata erfolgte 1931 durch Erik Leonard Ekman  und Erich Werdermann. Frederik Marcus Knuth stellte die Art 1936 in die Gattung Consolea.
In der Roten Liste gefährdeter Arten der IUCN ist sie als „Critically Endangered (CR)“, d. h. vom Aussterben bedroht geführt. Die Art ist nur von einem Standort bekannt und 2006 waren nur noch weniger als 10 einzelne Pflanzen vorhanden. Durch die Überschwemmungen 2008 könnte die Art komplett ausgerottet worden sein. Sollten noch einige Exemplare vorhanden sein, so wird die Entwicklung der Population als abnehmend angesehen.

## Nachweise